# Среднебазаново
Среднебазаново (баш. Урта Баҙан) — деревня в Бирском районе Республики Башкортостан Российской Федерации. Входит в состав Старобазановского сельсовета.

## География

### Географическое положение
Расстояние до:
- районного центра (Бирск): 25 км,
- центра сельсовета (Старобазаново): 1 км,
- ближайшей ж/д станции (Уфа): 90 км.

## Население
| 2002 | 2009 | 2010 |
| ---- | ---- | ---- |
| 81   | ↗83  | ↗90  |

Согласно переписи 2002 года, преобладающая национальность — марийцы (74 %).